# Antun Šoljan
Antun Šoljan (1. prosince 1932, Bělehrad - 9. července 1993) byl chorvatský spisovatel, člen neformální umělecké skupiny Krugovašů, autor období tzv. Druhé moderny.

## Život a dílo
Měl blízko k Ivanu Slamnigovi, významnému chorvatskému poválečnému básníkovi. Literatuře se začal věnovat od konce 40. let 20. století. Psal eseje, romány, básně, dramata a fejetony. Věnoval se také překladům, především z ruštiny, angličtiny a němčiny. Byl redaktorem časopisu Krugovi, Međutim a Književnik.
Jako básník šel proti proudu tehdejší generace autorů a nakonec se od expermientálního konstruktivismu dopracoval až k vlastnímu stylu, ve kterém se nebál navázat dialog s dřívější, zavrhnutou literární tradicí.
Byl autorem řady románů, mezi které patří např. Izdajice (Zrádci, 1961), či Kratki izlet (Krátký výlet, 1965), Luka (Přístav, 1974) a další. Postavy v Šoljanových románech jsou většinou lidé z jeho, tzv. "ztracené generace", která vyrůstala v době po druhé světové válce v bipolárním světě Studené války. Jen těžko se vyrovnávají se světem, který je plný absurdností, nelogičností a nástrah.